# Mpondo
Pour les articles homonymes, voir Mpondo (homonymie).
Le peuple Mpondo, aussi appelé AmaMpondo et Pondo, est un groupe ethnique d'Afrique australe. Son foyer d'origine se trouve dans ce qui est de nos jours la province du Cap-Oriental en Afrique du Sud, et plus précisément la région du Transkei. Il parle une langue nguni nommée isiMpondo, un dialecte xhosa, de la famille des langues nigéro-congolaises,.
Durant la période coloniale puis celle de l'apartheid, ce peuple vit dans le Mpondoland, partie du Transkei, aux côtés d'autres peuples, notamment des Xhosa,. Il est parfois, à tort, considéré comme un sous-groupe Xhosa. Quoiqu'il partage une partie de son histoire et de sa culture avec d'autres ethnies, le peuple Mpondo a des racines distinctes et une histoire et un patrimoine culturels propres,,.

## Origines
Selon la tradition orale, les Mpondo sont les descendants de Mpondo, le petit-fils de Sibiside, qui fut le dirigeant de la puissante nation Mbo (dite aussi AbaMbo ou MaMbo). Les Mpondo font partie du groupe AbaMbo, qui migra depuis la région des grands lacs jusqu'à l'Afrique du Sud moderne, laissant au passage des foyers de peuplement en Zambie et au Swaziland. C'est sous le roi Sibiside que les Mpondo émergent en tant que nation, aux côtés d'autres tribus. Les Mpondo sont de la même lignée que les AmaMpondomise, AmaXesibe, AbakwaMkhize, AmaBomvu et AmaBomvana.
Les descendants de Sibiside sont Mavovo, héritier de Sibiside et père du clan Mkhize, Gubhela, dont les descendants s’appellent eux-mêmes abakwaMhize, Nomafu, d'où descendent les clans AmaBomvu et AmaBomvana et Jyanya, père des AmaMpondo, AmaMpondomise et AmaXesibe.
Mpondo et Mpondomise étaient jumeaux. Il y a une querelle quant à savoir lequel est l'aîné ; la thèse la plus courante est qu'il s’agit de Mpondomise. Il se dit qu'un jour où ils étaient à la chasse, Mpondo tua un lion et refusa d'en donner la peau à son frère comme le prévoit la coutume qui veut qu'elle revienne à l'aîné. La tension entre les deux frères date de ce moment et Mpondo et ses fidèles furent les premiers à quitter la terre paternelle et à s'établir ailleurs.

## Langue

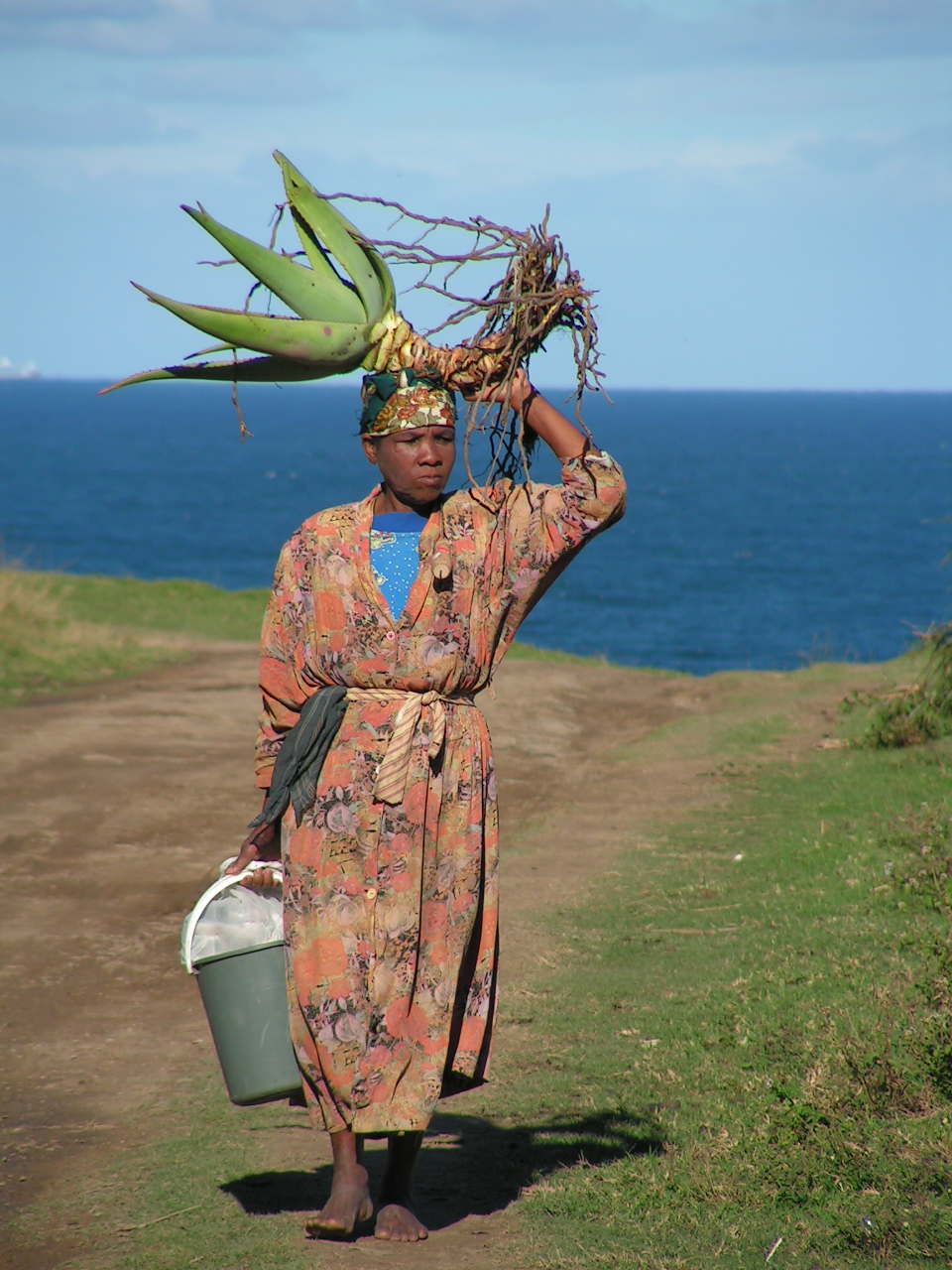
Femme Mpondo.

Le peuple Mpondo cherche à faire reconnaître sa langue comme la douzième langue officielle d'Afrique du Sud. Elle fait partie d'une famille qui inclut le swati et le sindebele. Par ailleurs, dans la mesure où le isiXhosa est enseigné dans les écoles du Mpondoland, beaucoup de Mpondo parlent aussi couramment l'isiXhosa. Les contacts anciens avec le peuple San font que cette langue incorpore des clics, caractéristiques des langues de ces derniers.

## Royaume

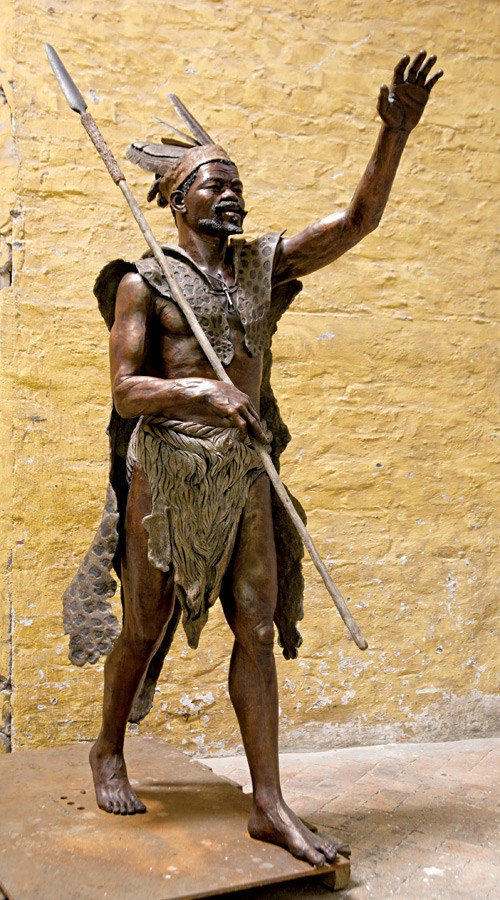
Sculpture du roi Faku.

Le foyer (anglais : great house) des Mpondo est appelée Qawukeni et se trouve à Lusikisiki, dans la province sud-africaine du Cap-Oriental. La maison des épouses (anglais : right-hand house), appelée Nyandeni, est située à Libobe, Cap oriental. La maison Nyandeni jouit d'une autonomie certaine pendant des décennies et on y fait référence en tant que « Mpondoland oriental », tandis que la maison Qawukeni est nommée « Mpondoland occidental ».
Les villes du Mpondoland sont Lusikisiki, Siphanegi (aujourd'hui Flagstaff), Mbizana (parfois, à tort, Bizana), Ntabankulu, Port St. Johns, Libode and Ngqeleni.
Mzintlava (aujourd'hui Kokstad) est fondée par Adam Kok, chef Griqua.

### Généalogie des rois
Le plus grand roi Mpondo est Faku (1780-1867) ; il résidait à Qawukeni, ce qui est toujours la tradition pour les rois de nos jours. La maison de Nyandeni fut établie par Ndamase, le fils héritier de Faku, grand général de l’armée Mpondo durant les troubles du mfecane.
La succession des rois du Mpondo est la suivante : Mpondo, Sihula, Mthwa, Santsabe, Mkhondwane, Sukude, Hlambangobubende, Ziqelekazi, Hlamandana, Thobe, Msiza, Ncindisi, Cabe, Gangatha, Bhala, Chithwayo, Ndayini, Thahle, Nyawuza, Ngqungqushe, Faku, Mqikela, Sigcau, Marelane, Mandlonke, Bhota et Mpondombini.
Le roi Cabe fut le premier roi Mpondo à traverser la rivière Mthamvuna et à s'implanter à Siphaqeni. La mère du roi Ngqungqushe fut la première femme dont la dot (ikhazi) fut payée par le royaume, ce qui fait du roi Ngqungqushe le premier kumkani (roi) au sens moderne du terme.
Le roi Sigcau est connu pour engagement dans la lutte contre le colonialisme, notamment concernant l'impôt foncier dans le royaume Mpondo. Il fut arrêté et emprisonné à Robben Island pour cela. Il devint un héros pour les Mpondo, admiré pour sa bravoure. Le « prix de la bravoure du roi Sigcau » fut créé en son honneur. Son fils, le roi Marelane, participa à la fondation du plus ancien parti politique sud-africain, le Congrès national africain (anglais : African national congress, ANC), en 1912, qui lutta contre le colonialisme et l'apartheid en Afrique du Sud. Son petit-fils, Nkosi Ntsikayezwe Sigcau suivit les traces de son père et de son grand-père et devint un militant de l'ANC ; il fut, lui aussi, arrêté du fait de ses activités politiques.

## Clans Mpondo et clans tributaires
Il existe trois types de clans dans le Mpondolang actuel. D'abord, les clans issus des rois listés ci-dessus, les descendants de Mpondo. En second lieu, les clans relevant des anciennes tribus AbaMbo/MaMbo, d'où Mpondo lui-même est issu ; il s'agit donc des tribus de ses ancêtres. Enfin, on trouve les clans qui se sont installés plus tardivement dans le Mpondoland et qui sont tributaires du royaume.

## Apartheid
La révolte Mpondo (1960-1962) est un acte de résistance à la mise en place du Bantu Authorities Act (en), un élément de la législation d'apartheid, qui cantonnait les Noirs dans des homelands formellement indépendants de l'Afrique du Sud.

## Arts et loisirs
Les Mpondo sont les principaux producteurs et consommateurs du genre musical Maskandi et ils possèdent une danse spécifique, appelée imfene (danse des baboins), interprétée par des jeunes et des adultes des deux sexes au son de la musique maskandi.

### Festival de la culture et du patrimoine Mpondo

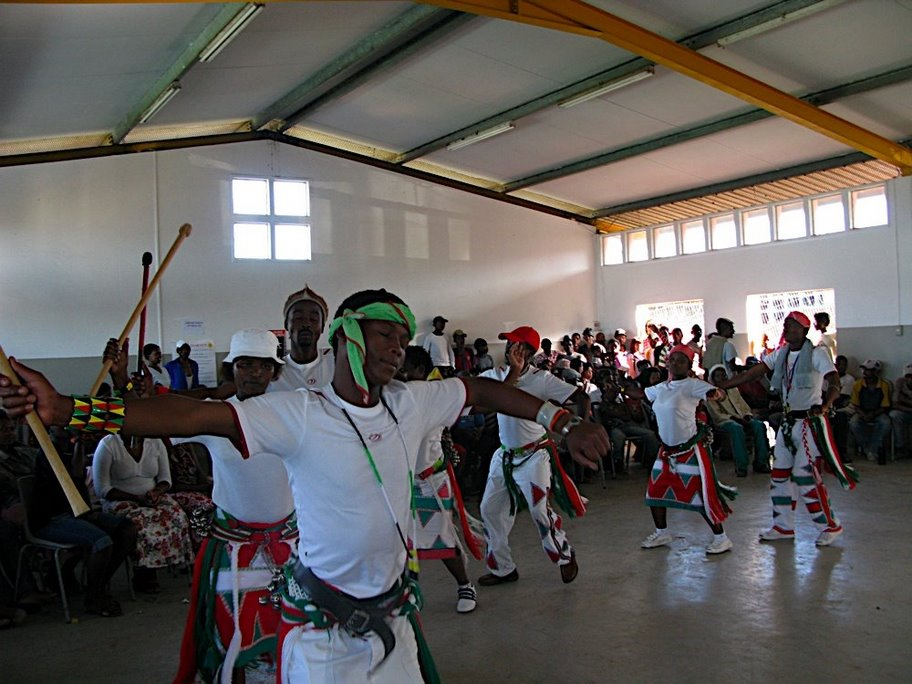
Imfene, festival de danse Mpondo, quartier de Kennedy Road, Durban (2008).

Le « Mpondo Culture and Heritage Festival » qui célèbre la culture et le patrimoine Mpondo, se tient chaque année. C'est le plus important événement culturel du royaume, suivi par 15 000 personnes ; il est précédé du Annual Mpondo Read Dance. Il se tient en septembre sur la Lwandlolubomvu Great Place, à Ntabankulu, où se trouve le palais du roi Jongilanga Sigcau. Ntabankulu se trouve dans la partie montagneuse du royaume Mpondo, près de la rivière Mzimvubu. Ntabankulu signifie « grandes montagnes » en langue Mpondo. Le mois de septembre est important dans l'histoire car c'est le premier mois de l'année dans l'ancien calendrier Mpondo ; deux rois, Mqikela et Sigcau sont nés en septembre. Le festival célèbre le rôle des rois et, particulièrement, celui des légendaires rois Faku et Mqikela. C'est aussi l'occasion de promouvoir la diversité culturelle, en partageant la culture Mpondo avec celles des autres cultures d'Afrique du Sud, de l’ensemble du continent africain et celles d'au-delà des mers. L'événement attire de nombreux touristes, nationaux et internationaux, et c'est l'une des manifestations culturelles parmi les plus importantes de la province du Cap-Oriental.

## Croyances et cosmologie
L'Être suprême des Mpondo est nommé Umdali (le créateur) ou uNkulunkulu (le Grand parmi les grands). Les Mpondo pratiquent le culte des ancêtres à l'instar des autres peuples Bantous. Ils maintiennent aussi la tradition du « faiseur de pluie », venue des clans AmaYalo et AmaKhwetshube, et la scarification faciale (ukuchaza), laquelle est en principe nécessitée par la maladie de la personne, un signe que le patient a besoin de l'intercession de ses ancêtres.
Au Mpondoland, on trouve des devins, des guérisseurs et des « experts en médecine ».

### Calendrier lunaire Mpondo
Dans la tradition du peuple AbaMbo, incluant les Mpondo, septembre est le premier mois de l'année. Certains Mpondo considèrent l'apparition des Pléiades (isilimela) comme le signe du début de l’année, mais il est fort probable que cette interprétation provienne en fait des Xhosa.

## Personnalités Mpondo
- Tutor Nyangilizwe Vulindlela Ndamase, cinquième dirigeant du Pondo occidental, 1974-1997, président du Transkei en 1986
- Winnie Mandela, femme politique sud-africaine, seconde épouse de Nelson Mandela
- Stella Sigcau (en), première femme Premier ministre du Transkei (1987)
- Oliver Tambo, président de l'ANC de 1963 à 1991